# 惠特尼美国艺术博物馆
惠特尼美国艺术博物馆（英語：Whitney Museum of American Art），由葛楚·范德伯爾特·惠特尼女士（Gertrude Vanderbilt Whitney）于1931年成立，位於紐約曼哈頓。

## 历史
此博物館以美國現代藝術的收藏聞名，作品有些比另一家現代藝術博物館還要新，在惠特尼博物館建館前30年，美國的藝術是相當保守而且崇歐的，藝術品的展出、購買和教育幾乎都由美國國家設計學院主導，因此惠特尼博物館的成立，打破了美國藝術的保守情況，1918年，一開始僅是藝術家俱樂部的會員成果展，稱為惠特尼畫室俱樂部，年度大展吸引了越來越多美國當代藝術家，1928年，會員成長到800名左右，於是開始籌備博物館設立，在1931年正式在美國曼哈頓上東區開幕。
早期的惠特尼博物館收藏偏向於寫實派的繪畫作品，後來在1940年代開始變成完全的現代藝術，也就是抽象與概念化的作品居多，在1960年代更因普普藝術盛行，加入了不少具有流行意象、反諷的現代作品。
1968年，惠特尼在館外開始有雕塑品展覽，首次展品來自於知名的藝術家丹尼斯·歐本海默（Dennis Oppenheim）和麥可·海澤（Michael Heizer）。1970年則因地景藝術盛行，在紐約市布朗斯區，展出了藝術家羅勃·史密森的作品《螺旋堤》（Spiral Jetty）。
1975年以後，影片類藝術大為引人注目，惠特尼也將錄影、攝影或電影藝術列入收藏。接著是1981年開始收藏裝置藝術類作品。1989年更進一步也收藏了行為藝術作品。這使得惠特尼博物館在美國成為當代藝術的先趨，也奠定了後來惠特尼雙年展的地位。目前惠特尼雙年展是該博物館的重點活動之一，在美國藝術界，鮮少有藝術家不知道惠特尼雙年展。
該館收藏了愛德華·霍普的許多作品，近年來也積極發展網路藝術部份展覽和收藏，在惠特尼博物館的網站上，就有網路藝術的專門區域，過去稱為「Net Art」、現已改名為「Artport」。

## 參看
- 惠特尼雙年展（Whitney Biennial）

## 外部連結
- 官方网站
- Whitney Museum Library （页面存档备份，存于）
- Artport: The Whitney Museum Portal to Net Art （页面存档备份，存于）
- Conservation Lab Interiors